# 1 augusti
1 augusti är den 213:e dagen på året i den gregorianska kalendern (214:e under skottår). Det återstår 152 dagar av året.

## Återkommande bemärkelsedagar

### Nationaldagar
- Benins nationaldag (till minne av självständigheten från Frankrike denna dag 1960)
- Schweiz nationaldag (till minne av bildandet av gamla edsförbundet denna dag 1291)

## Namnsdagar

### I den svenska almanackan
- Nuvarande – Per
- Föregående i bokstavsordning
  - Peder – Namnet infördes på dagens datum 1986, men utgick 1993.
  - Per – Namnet infördes på dagens datum 1901 och har funnits där sedan dess.
  - Pernilla – Namnet infördes på dagens datum 1986, men flyttades 2001 till 31 maj.
  - Petri fängelse – Denna benämning fanns, till minne av att aposteln Petrus ska ha blivit fri från sin fängelsevistelse denna dag, på dagens datum före 1901, då det utgick.
- Föregående i kronologisk ordning
  - Före 1901 – Petri fängelse
  - 1901–1985 – Per
  - 1986–1992 – Per, Peder och Pernilla
  - 1993–2000 – Per och Pernilla
  - Från 2001 – Per
- Källor
  - Brylla, Eva (red.): Namnlängdsboken, Norstedts ordbok, Stockholm, 2000. ISBN 91-7227-204-X
  - af Klintberg, Bengt: Namnen i almanackan, Norstedts ordbok, Stockholm, 2001. ISBN 91-7227-292-9

### Finlandssvenska almanackan
- Nuvarande från 2020[1] – Gerd, Gerda
- I föregående revideringar[a][2]
  - 1929–1949 – Gerda
  - 1950–2019 – Gerda, Gerd

## Händelser
- 768 – Sedan påvestolen har stått tom i över ett år väljs Stefan III till påve och kröns sex dagar senare. Hans tid på påvestolen blir kort (han dör efter endast tre och ett halvt år som påve), men under denna tid sammankallar han bland annat ett laterankoncilium där reglerna för påveval ändras något och vördandet av ikoner erkänns som tillåtet.
- 1291 – Representanter för de tre kantonerna Schwyz, Uri och Unterwalden samlas enligt legenden på Rütliängen och bildar det schweiziska edsförbundet, som blir ursprunget till dagens Schweiz. De tre alpkantonerna går samman för att främja sina intressen av fred och lugn och ro längs handelsvägarna, men det blir ett ytterst löst förbund, framförallt riktat mot yttre hot och fiender (såsom den tysk-romerske kejsaren). Det är dock osäkert om förbundet faktiskt bildas detta år, eller om det sker 1307 eller 1315. Oavsett vilket äger det bestånd till 1798, då Napoleons invaderande franska styrkor upplöser förbundet och ersätter det med Helvetiska republiken. 1814 återupprättas förbundet, men ombildas och omvandlas i mitten av 1800-talet, för att bilda det moderna Schweiz.
- 1593 – Uppsala universitet öppnas på nytt, efter att man beslutat det under Uppsala möte tidigare under året. Sedan Gustav Vasas trontillträde 1523 har universitetet (som grundades 1477) fört en tynande tillvaro och 1580 har det till och med tvingats stänga. Nu öppnas det som sagt åter och under det tidiga 1600-talet blir det ett av Sveriges viktigaste lärosäten, då det till en början saknas andra universitet i landet. Idag (2025) är det ett av Sveriges förnämsta högre lärosäten.
- 1714 – När Storbritanniens och Irlands regerande drottning Anna dör utan några arvingar efterträds hon av Georg I, som därmed blir Storbritanniens förste kung. Tronföljden har reglerats genom ett beslut av det engelska parlamentet 1701 och valet har fallit på Georg, då han står närmast tronen, eftersom han är ättling i rakt nedstigande led till Jakob I, som var kung 1603–1625.
- 1759 – En brittisk-preussisk armé på 37 000 man, ledd av fältmarskalk Ferdinand av Braunschweig-Wolfenbüttel, besegrar en fransk-sachsisk styrka på 44 000 man, ledd av marskalk Louis Georges Érasme de Contades, i slaget vid Minden under det pågående sjuårskriget (1756–1763). Det blir en avgörande seger för britterna och slaget blir en av de händelser som gör att 1759 i brittisk historieskrivning kallas ”Annus Mirabilis” (”Underverkens år”). Vissa brittiska regementen firar än idag (2025) 1 augusti som ”Minden-dagen” (engelska: Minden Day).
- 1774 – Den brittiske kemisten Joseph Priestley upptäcker grundämnet syre och publicerar sina rön året därpå. Den svenske kemisten Carl Wilhelm Scheele har upptäckt ämnet redan året före (1773), men då han inte publicerar sin upptäckt förrän 1777 får Priestley äran av att ha upptäckt det. Priestley förstår dock aldrig syrets förbränningsprocess, utan förblir till sin död (1804) anhängare av den så kallade flogistonteorin, där man tror att grundämnet flogiston ingår i allt som förbränns.
- 1798 – Slaget vid Nilen mellan en brittisk och en fransk flotteskader inleds och pågår till den 3 augusti. Det blir en avgörande brittisk seger, där den brittiske amiralen Horatio Nelson utmärker sig. Dessutom förlorar britterna knappt 1 000 man under slaget, medan de franska förlusterna uppgår till uppemot 5 000 man i stupade och sårade och över 3 000 tillfångatagna samt samtliga 13 fartyg sänkta eller erövrade av britterna. Det blir också kulmen på det sjökrig som har pågått på Medelhavet sedan i maj.
- 1876 – Colorado blir den 38:e delstaten som upptas i den amerikanska unionen.[3] Detta blir den enda staten som upptas under 1870-talet och eftersom det sker under det år då USA firar sitt 100-årsjubileum får Colorado smeknamnet ”The Centennial State”. Namnet Colorado är spanska och betyder ”rödfärgad”, vilket antagligen syftar på den röda sanden i statens ökenområden.
- 1907 – För att testa sina teorier i boken Scouting for Boys anordnar scoutrörelsens grundare Robert Baden-Powell ett läger för pojkar på ön Brownsea Island utanför Poole Harbour på den engelska sydkusten, vilket pågår i en vecka (till 8 augusti). Ett 20-tal pojkar får under denna vecka prova på friluftsliv, observationsförmåga och livräddning i kombination med ridderlighet och brittisk patriotism. Lägret kostar strax över 55 pund, men förlusten på 24 pund betalas av fadern till två av de deltagande pojkarna. Detta blir grunden till den internationella scoutrörelsen fram till 1930-talet fortsätter man att anordna årliga läger på ön.
- 1911 – Den amerikanska flygpionjären Harriet Quimby tar flygcertifikat och blir därmed den första kvinnan i USA som lyckas med detta. Hennes flygarkarriär blir dock kort, då hon omkommer i en flygolycka bara elva månader senare.
- 1914 – Sedan Tyskland dagen före har skickat ett ultimatum till Frankrike och begärt att fransmännen ska hålla sig neutrala i den diplomatiska (och eventuellt krigiska) konflikten mellan Tyskland och Ryssland svarar Frankrike denna dag med allmän mobilisering. Eftersom Frankrike och Ryssland är allierade blir det omöjligt för fransmännen att förhålla sig neutrala och dessutom ser man det tyska kravet att man ska avträda städerna Toul och Verdun som ”ett tecken på sin goda vilja” som en skymf. Frankrike börjar alltså förbereda sig för krig och krigshetsarna i landet ser nu chansen att få revansch på Tyskland för nederlaget i fransk-tyska kriget 1870–1871 och att återta Alsace och Lorraine, som man tvingades avträda till Tyskland i det kriget. Även Belgien inleder denna dag allmän mobilisering, eftersom belgarna känner sig hotade av tyskarna, då Tyskland den 29 juli har underkänt den belgiska neutraliteten. Detta leder till att Tyskland samma dag blir aktiv krigspart, genom att dels, som en säkerhetsåtgärd, besätta Luxemburg, dels förklara krig mot Ryssland, då ingetdera landet går med på att avbryta de mobiliseringar de har inlett den 30 juli.
- 1919 – Rumänska trupper ockuperar den ungerska huvudstaden Budapest, vilket leder till att den ungerska rådsrepubliken, som har existerat sedan 21 mars och har letts av kommunistledaren Béla Kun, kollapsar. Dagen därpå återupprättas demokratiska republiken Ungern, som var den ungerska stat som fanns före rådsrepubliken, av fackföreningsledaren Gyula Peidl. Denna varar dock bara i en halv vecka, innan den upplöses den 6 augusti och den ungerska republiken utropas den 8.
- 1936 – Olympiska sommarspelen 1936 invigs i Berlin av Adolf Hitler.
- 1940 – Dagen efter att ”revykungen” Karl Gerhards revy Gullregn har haft premiär i Stockholm blir kupletten Den ökända hästen från Troja, som framförs i revyn, förbjuden av Stockholms polismästare, efter påtryckningar från den tyska legationen i staden, då kupletten anses vara alltför tyskfientlig. Karl Gerhard framför den ändå ytterligare en gång och får därför betala böter. Därefter framträder istället den trähäst, som används under numret, på scen med munkavle och Gerhard läser upp förbudet istället för att framföra kupletten.
- 1944 – Den polska motståndsrörelsen inleder ett uppror i Warszawa under general Tadeusz Bór-Komorowskis ledning. Målet är att göra slut på den tyska ockupationen av staden (och i förlängningen hela Polen) som har varat sedan hösten 1939. Då motståndsrörelsen inte får det stöd den har räknat med från den sovjetiska Röda armén misslyckas upproret dock och den 3 oktober samma år tvingas polackerna kapitulera, efter att 17 000 soldater på båda sidor och 200 000 civila har stupat. Den tyske rikskanslern Adolf Hitler ger sedan order om att staden ska jämnas med marken och när ryssarna slutligen befriar den i mitten av januari 1945 är 90 % av den förstörd.
- 1950 – Belgarnas konung Leopold III accepterar att abdikera till förmån för sin son Baudoin, vilket han gör följande sommar. Leopold har varit mycket populär som kronprins, men under och efter andra världskriget har han anklagats för att ha samarbetat med tyskarna och efter att de i slutet av kriget har fört honom till Österrike har han, efter befrielsen och krigsslutet 1945, i flera år vägrats inresa till Belgien. Vid återkomsten detta år har en av de värsta storstrejkerna i landets historia utbrutit och han ser sig därför tvingad att abdikera. Han lever sedan i exil till sin död 1983, men fortsätter som rådgivare till sonen Baudoin tills denne gifter sig 1960 och visa historiker talar därför om att Belgien har två regenter under 1950-talet.
- 1960 – Republiken Dahomey, som sedan 1958 är en självstyrande besittning inom franska samväldet utropar sig helt självständig från moderlandet Frankrike.[4] 15 år senare, 1975, byter landet namn till Benin, som anses vara neutralt för alla folkgrupper i landet, till skillnad från Dahomey, som var namnet på det kungarike som fanns i området innan den franska annekteringen i början av 1900-talet och som associeras med den förtryckande majoritetsgruppen Fon.
- 1981 – Den amerikanska tv-kanalen Music Television (MTV) inleder sina sändningar i USA. Från början visas enbart musikvideor (den första blir ”Video Killed the Radio Star” med gruppen The Buggles), men sedermera blir kanalen en underhållningskanal för ungdomar. Samma datum 1987 börjar den europeiska versionen av kanalen (MTV Europe) sändas och idag (2025) finns lokala versioner av kanalen över hela världen (exempelvis den svenska MTV Sverige som inleder sina sändningar 2005).

## Födda
- 10 f.Kr. – Claudius, romersk kejsare
- 126 – Publius Helvius Pertinax, romersk kejsare
- 1744 – Jean-Baptiste de Lamarck, fransk biolog
- 1819 – Herman Melville, amerikansk romanförfattare och poet, mest känd för romanen Moby Dick
- 1833 – Gilbert Carlton Walker, amerikansk politiker, guvernör i Virginia
- 1844 – Levi Ankeny, amerikansk republikansk politiker och affärsman, senator för Washington
- 1860 – Johan Bernhard Elfström, svensk jurist, borgmästare i Sundsvall
- 1863 – Gaston Doumergue, fransk politiker, Frankrikes president
- 1885 – George de Hevesy, ungersk-svensk kemist, mottagare av Nobelpriset i kemi 1943
- 1893 – Alexander I, kung av Grekland
- 1902 – Per Kaufeldt, svensk fotbollsspelare och -tränare
- 1906 – Sören Aspelin, svensk skådespelare, revyartist, kompositör, pianist och teaterchef
- 1910
  - Erik Lönnroth, svensk historiker, ledamot av Svenska Akademien
  - Gerda Taro, tysk journalist och krigsfotograf
- 1911 – Pericle Felici, italiensk kardinal
- 1921 – Jack Kramer, amerikansk tennisspelare
- 1924 – Georges Charpak, polsk-fransk fysiker, mottagare av Nobelpriset i fysik 1992
- 1930
  - Pierre Bourdieu, fransk sociolog
  - Lawrence Eagleburger, amerikansk republikansk politiker och diplomat, USA:s utrikesminister
- 1931
  - Roland ”Rolle” Stoltz, svensk ishockeyspelare
  - Bo Holmqvist, svensk journalist och nyhetsreporter
  - Ramblin' Jack Elliott, amerikansk folksångare
- 1933 – Dom DeLuise, amerikansk skådespelare
- 1936 – Yves Saint-Laurent, fransk modeskapare
- 1938 – Margita Ahlin, svensk regissör och skådespelare
- 1941 – Sue Myrick, amerikansk republikansk politiker, kongressledamot
- 1942 – Jerry Garcia, amerikansk sångare och gitarrist i gruppen Grateful Dead
- 1944 – Hans Mosesson, svensk musiker, skådespelare och regissör
- 1945 – Douglas D. Osheroff, amerikansk fysiker, mottagare av Nobelpriset i fysik 1996
- 1950 – Árni Þórarinsson, isländsk författare
- 1952 – Zoran Đinđić, serbisk politiker, oppositionsledare och filosof, Serbiens premiärminister
- 1959 – Timo Nurmos, finländsk travtränare
- 1960 – Carlton Ridenhour, amerikansk rappare i gruppen Public Enemy med artistnamnet Chuck D
- 1963
  - Artis Leon Ivey Jr, amerikansk rappare och skådespelare med artistnamnet Coolio
  - Dean Wareham, nyzeeländsk skådespelare, musiker och kompositör
- 1964 – Adam Duritz, amerikansk sångare och musikproducent
- 1965 – Sam Mendes, brittisk regissör och filmproducent
- 1970 – David James, brittisk fotbollsmålvakt
- 1975 – Malin Moström, svensk fotbollsspelare, VM-silver 2003
- 1978 – Björn Ferry, svensk skidskytt
- 1979 – Jason Momoa, amerikansk skådespelare
- 1980 – Romain Barras, fransk friidrottare
- 1981 – Pia Haraldsen, norsk programledare och artist
- 1983 – Adam Momodou Eriksson Taal, svensk hiphop-artist med artistnamnet Adam Tensta
- 1984 – Francesco Gavazzi, italiensk tävlingscyklist

## Avlidna
- 1137 – Ludvig VI, 55, kung av Frankrike
- 1402 – Edmund av Langley, 61, engelsk kungason och adelsman samt hertig av York
- 1457 – Lorenzo Valla, italiensk humanist, filolog och retoriker
- 1464 – Cosimo den äldre, 74, florentinsk affärsman och politiker
- 1546 – Pierre Favre, 40, fransk jesuit, teolog och helgon, medgrundare av Jesuitorden
- 1557 – Olaus Magnus, 66, svensk kyrkoman, historiker och titulärärkebiskop i exil i Rom
- 1589 – Jacques Clément, fransk dominikanmunk som mördade Henrik III av Frankrike
- 1714 – Anna, 49, regerande drottning av England och Skottland, av Irland och av Storbritannien
- 1751 – Helena Arnell, svensk konstnär
- 1787 – Alfonso dei Liguori, 90, italiensk romersk-katolsk biskop, ordensgrundare och helgon
- 1812 – Jakov Petrovitj Kulnev, 47, rysk militär
- 1840 – Karl Otfried Müller, 42, tysk klassisk filolog
- 1868 – Pierre-Julien Eymard, 57, fransk romersk-katolsk präst, ordensgrundare och helgon
- 1884 – Heinrich Laube, 77, tysk författare och teaterledare
- 1903 – Calamity Jane, 51, amerikansk äventyrare, prickskytt och sjuksköterska
- 1905 – Henrik Sjöberg, 30, svensk läkare och friidrottare
- 1922 – Francis S. White, 75, amerikansk demokratisk politiker, senator för Alabama
- 1945 – Greta Fock, 54, svensk skådespelare
- 1956 – Ragnar Ring, 74, svensk regissör, manusförfattare och romanförfattare
- 1958 – Charles White, 62, svensk musiker och skådespelare
- 1963 – Theodore Roethke, 55, amerikansk poet
- 1966 – Charles Whitman, 25, amerikansk ingenjörsstudent, marinkårssoldat och massmördare
- 1970
  - Frances Farmer, 56, amerikansk skådespelare
  - Otto Warburg, 86, tysk läkare, mottagare av Nobelpriset i fysiologi eller medicin 1931
- 1971 – Vincent Harris, 95, brittisk arkitekt
- 1973 – Walter Ulbricht, 80, tysk kommunistisk politiker, Östtysklands politiske ledare
- 1980 – Patrick Depailler, 35, fransk racerförare
- 1987 – Pola Negri, 90, polsk-amerikansk skådespelare
- 1996 – Tadeus Reichstein, 99, polsk-schweizisk kemist, mottagare av Nobelpriset i fysiologi eller medicin 1950
- 2004 – Willy Maria Lundberg, 95, svensk journalist
- 2005
  - Fahd bin Abdul Aziz, kung av Saudiarabien
  - Constant Nieuwenhuys, 85, nederländsk målare
- 2007 – Tommy Makem, 74, irländsk folkmusiker, artist, poet och historieberättare
- 2008
  - Pauline Baynes, 85, brittisk bokillustratör
  - Harkishan Singh Surjeet, 92, indisk politiker
- 2009 – Corazon Aquino, 76, filippinsk politiker, Filippinernas president
- 2010 – Anna Sundqvist, 67, svensk skådespelare, sångare och revyartist
- 2011 – Victoria Yagling, 65, sovjetisk-finländsk cellist och kompositör
- 2016 – Anne av Bourbon-Parma, 92, hustru till Mikael I av Rumänien